# André Pousse

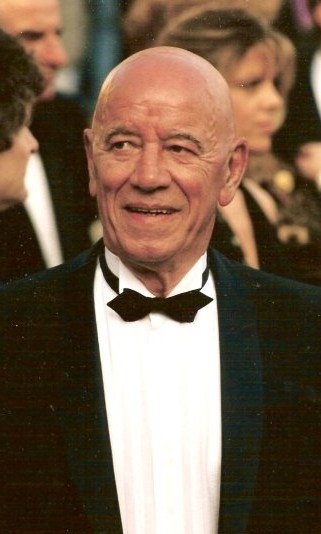
André Pousse

André Pousse (* 20. Oktober 1919 in Paris; † 9. September 2005 in Gassin, Var) war ein französischer Schauspieler und Radsportler.
André Pousse war von 1942 bis 1950 als Radsportler aktiv, vorzugsweise auf der Bahn, dort bei Sechstagerennen sowie Konkurrenzen im Zweier-Mannschaftsfahren. So gewann er 1942 gemeinsam mit Victor Delvoye das renommierte Madison Prix Raynaud-Dayen und 1946, ebenfalls gemeinsam mit Delvoye, den Prix Wambst-Lacquehay. Seine Trainingsbahn war das Vélodrome d’Hiver, wo er zudem fast jedes Wochenende zu Rennen antrat. Einer seiner damaligen Fans war Alain Delon.
1948 reiste Pousse in die USA, um dort Sechstagerennen zu bestreiten; gemeinsam mit seinem Landsmann Francis Grauss belegte er beim Rennen in Buffalo Rang drei. Er schloss Freundschaft mit dem Boxer Marcel Cerdan und dessen Partnerin Édith Piaf. Er soll geplant haben, mit Cerdan gemeinsam im selben Flugzeug zu reisen, seine Absicht jedoch in letzter Minute geändert haben. Das Flugzeug mit Cerdan an Bord stürzte ab. 1949 kehrte Pousse nach Paris zurück und fuhr dort sein letztes Sechstagerennen im Vel d’Hiv, bei dem er einen Bahnrekord aufstellte.
Nach Beendigung seiner Radsportkarriere arbeitete André Pousse für den Impresario Loulou Barrier, der unter anderen Josephine Baker, Eddie Constantine und Johnny Hallyday betreute. Anschließend war er zwölf Jahre lang als Künstlerischer Leiter des Moulin Rouge tätig. Zu Beginn dieser Periode hatte er eine achtmonatige Affäre mit der Piaf. Er war ständig auf Reisen, um in den Varietés weltweit nach neuen spektakulären Nummern Ausschau zu halten und wurde eine „tragende Säule“ des Pariser Nachtlebens. Er moderierte auf Europe 1 die Radiosendung  La musique à Papa mit Musik aus den 1930er und 1940er Jahren und eröffnete in Pigalle eine wichtige Institution der Generation Yéyé, die Diskothek La Locomotive, in der bis 1965 Musiker wie Michel Polnareff, Tom Jones und The Who auftraten.
Im Alter von 44 Jahren spielte Pousse erstmals in einem Film mit, in D'où viens-tu, Johnny?, in dem sein Freund Johnny Hallyday die Titelrolle spielte. In den kommenden Jahren bekam er weitere Filmangebote und spielte „nebenberuflich“ vor allem Bösewichte in Kriminalkomödien, Komödien und Gangsterfilmen, wobei Pousse weniger schauspielerte als vielmehr sich selbst darstellte.
1999 drehte André Pousse seinen letzten Film. Im Jahre 2005 stürzte er auf dem Nachhauseweg – er hatte sich inzwischen mit seiner Frau nach Südfrankreich zurückgezogen – mit seinem Auto in eine Schlucht, nachdem er während der Fahrt von einer Wespe gestochen worden war. Nach dem Unfall gelang es ihm noch, trotz schwerer Verletzungen nach Hause zu gehen. Vier Tage später starb er aber in einem Krankenhaus.

## Filmografie (Auswahl)
- 1964: Wo kommst Du her, Johnny? (D'où viens-tu, Johnny?)
- 1966: Nimm’s leicht, nimm Dynamit (Ne nous fâchons pas)
- 1967: Die Dirne und der Narr (Un idiot à Paris)
- 1968: Der Bulle (Le Pacha)
- 1969: Der Clan der Sizilianer (Clan des Siciliens)
- 1972: Der Chef (Un flic)
- 1973: Killer kennen keine Gnade (L’Insolent)
- 1975: Schöne Küsse aus Fernost (Bons baisers de Hong Kong)
- 1979: Weg ins Paradies (Les Égouts du paradis)
- 1982: Die verrücktesten 90 Minuten vor Christi Geburt (Deux heures moins le quart avant Jésus-Christ)
- 1999: Ein Fisch namens Ärger (Comme un poisson hors de l’eau)